# Billy Ehn
Billy Ehn (* 1946 in Schweden) ist ein schwedischer Ethnologe.
Ehn ist Professor für Ethnologie an der Universität Umeå. Er veröffentlichte zahlreiche Ergebnisse ethnografischer Feldforschungen, die er unter anderem in Polen, Schweden und dem ehemaligen Jugoslawien betrieb. Ehn war hierzu zu Forschungszwecken als Fabrikarbeiter und in Kindertagesstätten tätig.
In Deutschland erschien 2012 sein Werk Nichtstun – Eine Kulturanalyse des Ereignislosen und Flüchtigen, zusammen mit Orvar Löfgren.

## Publikationen (Auswahl)
- Exploring everyday life: strategies for ethnography and cultural analysis, mit Orvar Löfgren und Richard R. Wilk, Lanham, Maryland: Rowman & Littlefield, 2016. OCLC 911180116
- Sötebrödet: en etnologisk skildring av jugoslaver i ett dalsländskt pappersbrukssamhälle, mit dem Institutet för folklivsforskning (Stockholm, Sweden), Stockholm: Tiden, 1975. OCLC 3000596
- Kulturanalys : ett etnologiskt perspektiv, mit Orvar Löfgren, Lund: LiberFörlag, 1982. OCLC 11800783
- Försvenskningen av Sverige: det nationellas förvandlingar, mit Jonas Frykman und Orvar Löfgren, Stockholm: Natur och Kultur, 1993. OCLC 29476143